# Caenolestes convelatus
Caenolestes convelatus — вид сумчастих ссавців із родини ценолестових, що мешкає в північних Андах Колумбії й Еквадору.

## Біоморфологічна характеристика
C. convelatus сумчастий, який дещо нагадує землерийку через довгасту мордочку. Зовні цей вид схожий на близького родича Caenolestes caniventer. Обидва мають дуже грубу відносно довгу (≈ 10 мм завдовжки) темну шерсть на спині; проте C. convelatus має більші моляри. Цей вид має загальну довжину тіла близько 256 мм, в тому числі довжину хвоста ≈ 124 мм, і вони важать ≈ 40 грамів. Очі в ценолестів малі й зір поганий. Мають чутливі вібриси

## Середовище проживання
Вид проживає в очевидно відокремлених районах в Андах західної Колумбії та північно-центрального Еквадору. Живе на висотах 1100–4100 метрів. Населяє субтропічні, хмарні ліси та верхньогірські ліси, і був знайдений у вторинних лісах та прилеглих до лісистих районах.

## Спосіб життя
Є мало відомостей про дієту виду в дикій природі. Представники роду Caenolestes солітарні й нічні; вони наземні, але вправні дереволази. Вдень ці тварини перебувають у тунелях під корінням дерев. Представники роду Caenolestes умовно-всеїдні, але переважно комахоїдні. Живляться жуками, цвіркунами, личинками метеликів, багатоніжками, кониками, павуками та дощовими черв'яками. Менша частка їхнього раціону складається з рослинності, плодів і дрібних хребетних, включаючи молодих мишей. Вони добувають їжу в моху і листовій підстилці. Коли знаходять їжу, то маніпулюють і споживають її передніми лапами з положення напівсидячи. Відсутня інформація щодо розмноження. Ймовірними хижаками для виду можуть бути Leopardus jacobita, Leopardus colocolo, Lycalopex culpaeus, Puma concolor.

## Загрози й охорона
Вирубка лісів для сільського господарства відбувається в обох сегментах ареалу, проте історична вирубка лісів була більш інтенсивною в південних районах. Постійні зміни у використанні гірських лісів, де мешкає вид, разом із наслідками зміни клімату можуть становити загрозу для виду.
Цей вид трапляється в кількох заповідних територіях.

## Кладограма
Внутрішньородинна кладограма за джерелом:

|  | Lestoros inca            |
|  |                          |
|  | Rhyncholestes raphanurus |
|  |                          |

|  | C. condorensis                                              |
|  |                                                             |
|  | \| \| C. caniventer \| \| \| \| \| \| C. sangay \| \| \| \| |
|  |                                                             |
|  | C. caniventer                                               |
|  |                                                             |
|  | C. sangay                                                   |
|  |                                                             |

|  | C. caniventer |
|  |               |
|  | C. sangay     |
|  |               |

|  | C. condorensis                                              |
|  |                                                             |
|  | \| \| C. caniventer \| \| \| \| \| \| C. sangay \| \| \| \| |
|  |                                                             |
|  | C. caniventer                                               |
|  |                                                             |
|  | C. sangay                                                   |
|  |                                                             |

|  | C. caniventer |
|  |               |
|  | C. sangay     |
|  |               |

|  | C. condorensis                                              |
|  |                                                             |
|  | \| \| C. caniventer \| \| \| \| \| \| C. sangay \| \| \| \| |
|  |                                                             |
|  | C. caniventer                                               |
|  |                                                             |
|  | C. sangay                                                   |
|  |                                                             |

|  | C. caniventer |
|  |               |
|  | C. sangay     |
|  |               |

|  | C. condorensis                                              |
|  |                                                             |
|  | \| \| C. caniventer \| \| \| \| \| \| C. sangay \| \| \| \| |
|  |                                                             |
|  | C. caniventer                                               |
|  |                                                             |
|  | C. sangay                                                   |
|  |                                                             |

|  | C. caniventer |
|  |               |
|  | C. sangay     |
|  |               |